# Esplosione demografica

Aumento della popolazione 10 000 a.C. – 2000 d.C.

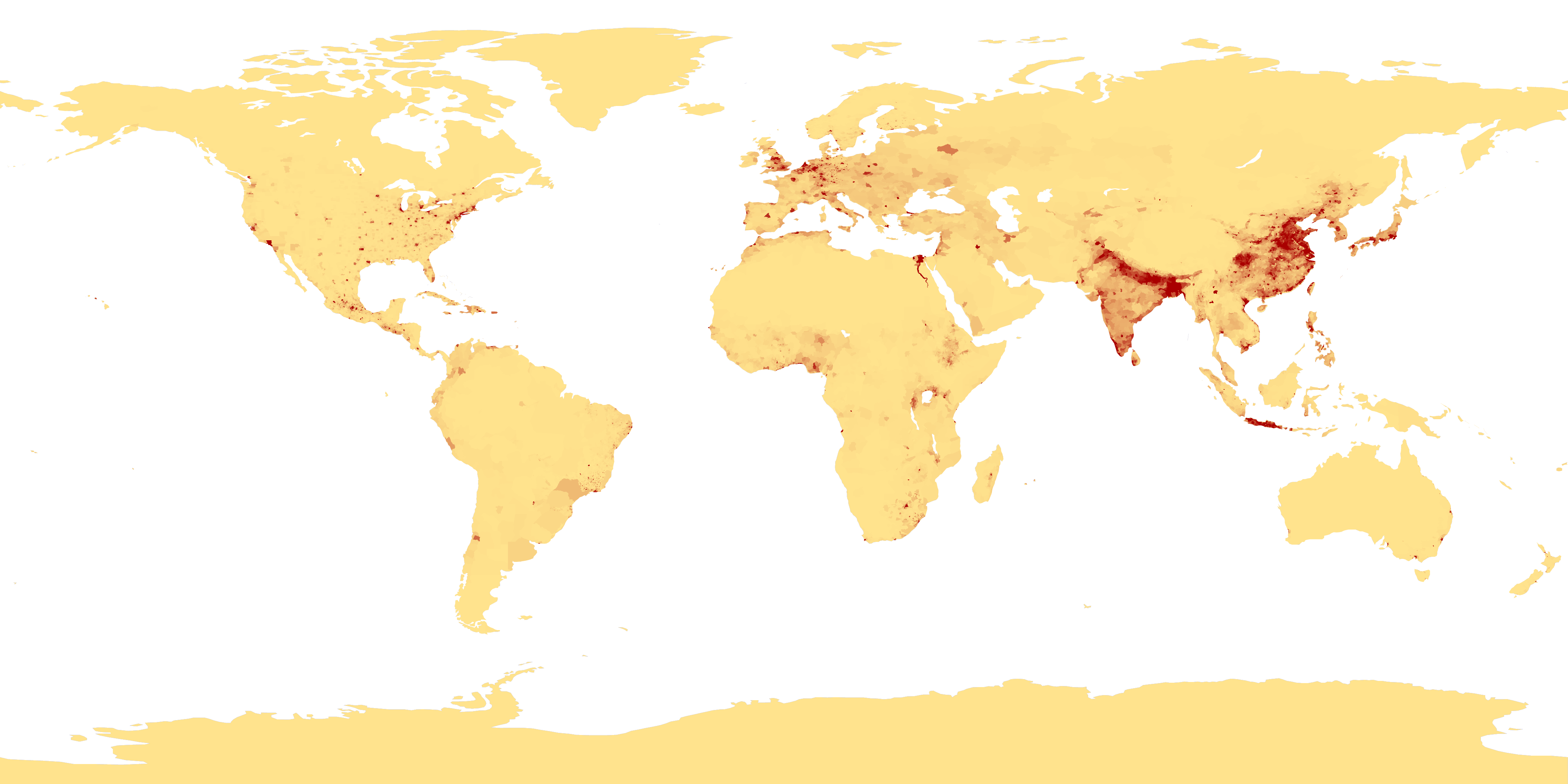
Densità di popolazione, in rosso le aree a maggior densità

Il termine esplosione demografica si riferisce all'aumento esponenziale della popolazione umana durante gli ultimi decenni del XX secolo.
Tale aumento implica l'aumento della densità di popolazione in specifiche aree del pianeta (ad es. sud-est Asiatico).

## Considerazioni sociali, ambientali e politiche
La densità di popolazione, espressa in individui per chilometro quadrato, è un dato piuttosto ambiguo.
Se l'area cui ci si riferisce non ha una connotazione amministrativa o sociale, la media che risulta non ha molto senso. Le densità di popolazione di una città, una regione, o uno Stato sono dati interessanti perché consentono una pianificazione delle riserve.
Da un punto di vista sociale, la presenza di molti individui è un fatto positivo in quanto permette un maggior numero di relazioni. Tuttavia è noto dai tempi di Aristotele e confermato dalle ricerche moderne che se il numero di relazioni interpersonali è elevato, il loro effetto sull'individuo diviene negativo. È più sfumato il punto di vista commerciale, per cui il numero di clienti o fornitori diviene troppo alto solo quando non è più tecnologicamente possibile gestirlo. Dunque l'aumento della popolazione affiancato dal miglioramento della tecnologia favorisce le relazioni commerciali rispetto a quelle personali.
Al Gore è tra i pochi politici a manifestare una prudente preoccupazione per l'esplosione demografica. In Una scomoda verità Gore menziona l'esplosione demografica in relazione alla disponibilità globale di risorse. Normalmente, i politici sono maggiormente preoccupati dai segnali di calo della popolazione, in quanto il nostro modello economico non è in grado di supportare una popolazione in diminuzione. Il calo della popolazione dovuto alla bassa natalità di alcune aree industrializzate viene compensato con l'immigrazione.
Isaac Asimov, noto più come professore di biochimica che come romanziere, si è preso la briga di calcolare che la popolazione umana sul pianeta Terra possa arrivare a quarantamila miliardi di individui. Una cifra di fronte alla quale gli oltre sette miliardi attuali (ad Ottobre 2016) impallidiscono. Per calcolare tale cifra Asimov ha considerato che tutta l'energia solare disponibile debba essere utilizzata per coltivare alghe unicellulari su tutta la superficie del pianeta e ha stimato quanti chili di carne animale possano sostentarsi col cibo vegetale risultante. Asimov ha usato l'equazione di Malthus (vedi sotto) per calcolare che quel livello di sovrappopolazione possa essere raggiunto attorno all'anno domini 2442 agli attuali tassi di crescita.

## Modelli scientifici
La crescita della popolazione è stata studiata sperimentalmente su specie diverse da quella umana. Per specie contraddistinte da una successione discreta di generazioni, tipicamente una nuova generazione ogni anno, risulta più facile calcolare il numero di nuovi nati in funzione del numero corrente di individui fertili. Quest'approccio moltiplicativo conduce ad una crescita che è letteralmente esponenziale, secondo il modello ispirato da Malthus.
{\displaystyle P(t)=P_{0}e^{rt}}
dove P0 = popolazione iniziale,
r = tasso intrinseco di accrescimento = tasso di natalità - tasso di mortalità,
t = tempo.
Il valore di r è determinato anche in base alle unità di tempo scelte, ore giorni, anni. Quasi tutte le popolazioni umane aumentano con un tasso del 3 per cento o inferiore all'anno (r=0,03 all'anno) mentre per il prolifico surmolotto (Rattus norvegicus) è r=0,015 al giorno.
Ogni specie vivente ha, però, dei suoi propri sistemi di autoregolazione per cui la densità di popolazione tende a non superare certi valori critici. Nel citato surmolotto, per esempio, le femmine omettono, in ambienti sovraffollati, di costruire nidi completi ed abbandonano i piccoli precocemente cosicché la mortalità infantile raggiunge punte molto elevate (dell'80% e del 96% in due esperimenti di J.B. Calhoun del 1962). Stress ed esaurimento endocrino, riduzione della fertilità, infanticidio e cannibalismo sono solo alcuni dei complessi meccanismi riportati che le diverse specie adottano per modificare il proprio tasso di accrescimento in dipendenza dalla densità di popolazione.

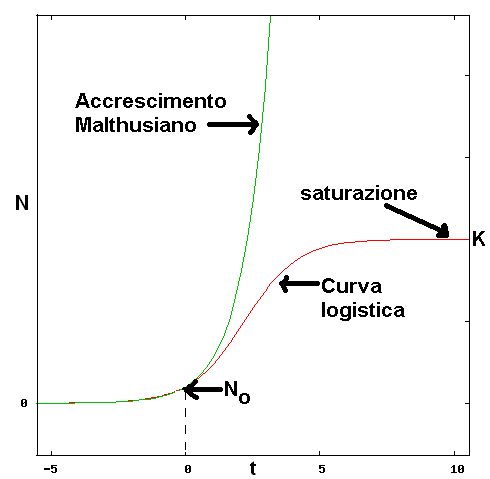
Confronto tra curva logistica e curva di accrescimento malthusiano

Il modello logistico migliora l'accuratezza del modello malthusiano introducendo la considerazione che i tassi di natalità e mortalità dipendono dalla densità di popolazione. Mentre l'equazione di Malthus poteva essere definita ponendo l'incremento di popolazione direttamente proporzionale alla popolazione esistente, ossia dP = rP, l'accrescimento logistico viene definito ponendo
{\displaystyle {\frac {dP}{dt}}=r\left(1-{\frac {P}{K}}\right)P}
dove K è la capacità portante dell'ambiente, mentre il termine dt equivale all'intervallo di tempo tra due generazioni. Considerata come equazione differenziale, l'equazione logistica può essere risolta in modo esatto. Alternativamente, può essere integrata numericamente utilizzando un metodo alle differenze finite. Lo schema di Eulero, il più semplice, prevede di fissare un intervallo di tempo {\displaystyle \Delta t} costante e valutare l'accrescimento per ogni intervallo successivo
{\displaystyle {\begin{aligned}P_{n+1}&=P_{n}+{\left({\frac {dP}{dt}}\right)}_{n}\Delta t\\&=P_{n}\left(1+r\Delta t-{\frac {r\Delta t}{K}}P_{n}\right)\end{aligned}}}
Robert May  ha sostenuto che in situazioni biologiche contraddistinte da generazioni discrete, tipicamente insetti, la descrizione matematica appropriata è in termini di equazioni non lineari alle differenze. Data la natura del fenomeno, è comunque possibile che lo schema discreto rappresenti un modello migliore dell'equazione continua da cui era stato ottenuto. È facile vedere come dalla formula sopra si possa ottenere la mappa logistica
{\displaystyle x_{n+1}=\lambda x_{n}\left(1-x_{n}\right)}
ponendo Δt = 1 (un'unità di tempo) e sostituendo {\displaystyle P={\frac {r+1}{r}}Kx} in entrambi i membri dell'uguaglianza. Con queste posizioni si ottiene λ = r + 1.
Per tassi di accrescimento insolitamente alti oppure, che è lo stesso, per unità di tempo insolitamente grandi, la mappa logistica genera un comportamento caotico. Secondo il valore di λ, la popolazione può tendere a un valore stabile, oscillare ciclicamente attorno a un numero (finito) di valori, oppure variare senza mai ripetersi attorno a quello che viene chiamato attrattore strano. Il conio del termine chaos per descrivere questo comportamento viene accreditato da May a James Yorke, anche se l'articolo concomitante cui si riferisce  appare l'anno successivo.
Altri modelli più sofisticati sono stati costruiti per popolazioni e ambienti specifici, per esempio per descrivere l'equilibrio preda-predatore con le equazioni di Lotka-Volterra.